# Appaleptoneta credula
Espèce
Synonymes
- Leptoneta credula Gertsch, 1974

Appaleptoneta credula est une espèce d'araignées aranéomorphes de la famille des Leptonetidae.

## Distribution
Cette espèce est endémique d'Alabama aux États-Unis. Elle se rencontre dans la grotte Bat Cave dans le comté de Lauderdale.

## Description
La femelle holotype mesure 1,6 mm.

## Publication originale
- Gertsch, 1974 : The spider family Leptonetidae in North America. Journal of Arachnology, vol. 1, no 3, p. 145-203 (texte original).